# Daniel Bovet
Daniel Bovet (Neuchâtel, Švicarska, 23. ožujka, 1907. – 8. travnja, 1992.) bio je talijanski farmakolog, rođen u Švicarskoj, koji je dobio Nobelovu nagradu za fiziologiju ili medicinu 1957.g. za otkriće lijekova koji blokiraju djelovanje specifičnih neurotransmitera.
Najpoznatiji je po svome otkriću antihistaminika (lijekova koje blokiraju djelovanje neurotransmitera histamina i koji se koriste u liječenju alergija) iz 1937.g.
Bovet je objavio preko 300 radova iz područja koja je istraživao (npr. biologija, opća farmakologija, kemoterapija, sulfonamidi,  simpatički živčani sustav, farmakologija kurarea.)

## Životopis
Bovet je diplomirao 1927.g. na sveučilištu u Ženevi. Nakon doktorata, od 1929.g. do 1947.g. radio je na Pasterovom institutu u Parizu. 1947.g. se seli u Italiju, u Rim. U Italiji ostaje do smrti 1992.g.

## Vanjske poveznice
- (engl.)Nobelova nagrada životopis